# Bahman Golbarnejhad
Bahman Golbarnejhad (en persan : بهمن گلبارنژاد), né le 12 juin 1968 à Chiraz en Iran et mort le 17 septembre 2016 à Rio de Janeiro au Brésil, est un cycliste iranien paralympique concourant en classe C4 en compétition et un ancien athlète de force athlétique. Il est mort durant les Jeux paralympiques d'été de 2016.

## Biographie
Bahman Golbarnejhad est un vétéran de la guerre Iran-Irak.
Bahman Golbarnejhad a représenté l'Iran lors de deux éditions des Jeux paralympiques d'été, en 2012 à Londres et en 2016 à Rio. Il a été hospitalisé le 17 septembre 2016, après avoir été blessé lors d'une course de cyclisme sur route catégories C4-5 lors des Jeux paralympiques de Rio. Il meurt après avoir subi un arrêt cardiaque sur le chemin de l'hôpital après sa blessure à la tête lors d'une collision avec un rocher à mi-parcours lors de la course à Pontal, une petite presqu'île et plage dans le quartier de Recreio dos Bandeirantes, situé dans la Zone Ouest de la ville,,.